# Acacia anastema
Acacia anastema es un árbol de la familia Fabaceae endémica de Australia occidental, dentro de una pequeña zona semiárida al este de Carnarvon.

## Descripción
Crece como un árbol vertical que alcanza los 7 metros de altura. Las hojas, más bien peciolos, pueden tener hasta 20 cm de largo por 5 cm de ancho. Las flores son amarillas dispuestas en racimos cilíndricos de 2–3 cm de ancho.

## Usos
Su madera resiste a las termitas, así que localmente se utiliza para postes de cerca. No proporciona forraje a los animales.

## Taxonomía
Acacia anastema fue descrita por Bruce Roger Maslin y publicado en Nuytsia 4(3): 383. 1983.
Etimología
Ver: Acacia